# L’homme à la tête en caoutchouc
L’homme a la tete en caoutchouc (französisch für Der Mann mit dem Gummikopf) ist ein französischer Kurzfilm aus dem Jahr 1901 von Georges Méliès, der in den USA unter dem Titel The Man With the Rubber Head und in Großbritannien unter dem Titel A Swelled Head in den Kinos gezeigt wurde.

## Filminhalt
Ein Forscher setzt seinen eigenen Kopf auf einen Tisch mit Luftzufuhr. Den lebenden Kopf pumpt er vorsichtig mit Luft auf und bemerkt wie dieser wächst. Als sein dümmlicher Assistent hereinkommt, ist er von dieser Erfindung begeistert und pumpt den Kopf solange auf, bis dieser platzt.

## Hintergrundinformationen
Georges Méliès spielte in diesem Film alle drei Rollen. Für die Szenen mit dem Kopf drehte er eine Nahaufnahme seines Kopfes und schnitt diese Szene in den Film hinein.
Die Grundidee des Films basiert auf der Zaubershow Magic – Stage Illusions and Scientific Diversions von Albert A. Hopkins.